# Leptognathia antarctica
Leptognathia antarctica är en kräftdjursart som beskrevs av Vanhoeffen 1914. Leptognathia antarctica ingår i släktet Leptognathia och familjen Leptognathiidae. Inga underarter finns listade i Catalogue of Life.